# Stazione di Rapolano Terme
A Stazione di Rapolano Terme egy vasútállomás Olaszországban, Rapolano Terme településen.

## Vasútvonalak
Az állomást az alábbi vasútvonalak érintik:
- Toszkánai Központi Vasút

## Kapcsolódó állomások
A vasútállomáshoz az alábbi állomások vannak a legközelebb:
- Stazione di Asciano
- Rigomagno railway station